# Peter Benedict
Peter Benedict (bürgerlich Christian Riss; * 13. Juli 1963 in Chur, Schweiz) ist ein österreichischer Schauspieler.

## Leben
Peter Benedict ist der Sohn der beiden Schauspieler Walter Riss und Christa Rossenbach. Benedict wurde in der Schweiz geboren und wuchs in Berlin, Paris und Salzburg auf.
Am Mozarteum in Salzburg und später an der Hochschule für Film und Fernsehen „Konrad Wolf“ in Potsdam-Babelsberg studierte er Schauspiel und Regie. Unter seinem bürgerlichen Namen arbeitete er in den 1990er-Jahren in verschiedenen Bereichen von Film und Fernsehen hinter der Kamera unter anderem als Regieassistent von Egon Günther. Im Jahr 2000 begann seine Film- und Fernsehlaufbahn als Darsteller.
Seinen ersten Rollen in den deutschen Kinofilmen Der Felsen (2002, Regie: Dominik Graf) und Der alte Affe Angst (2003, Regie: Oskar Roehler) folgten zahlreiche Film- und Fernsehproduktionen in Deutschland und Österreich, in denen er unter anderem mit den Regisseuren Peter Keglevic, Marc Rothemund, Markus Imboden und Dagmar Hirtz zusammenarbeitete.
An internationalen Produktionen seien hier der Kinofilm Fay Grim (Regie Hal Hartley) sowie die BBC-Dokumentation Sinking the Lusitania – Murder on the Atlantic (Regie: Chris Spencer) genannt.
Im Film verkörpert Peter Benedict mit seinem etwas süffisant grinsenden Gesichtsausdruck häufig arrogante Firmenchefs (Wilsberg: Das Jubiläum; Tatort: Strahlende Zukunft), eiskalte Manager, hochnäsige Vorgesetzte (Kommissarin Heller), herablassende Anwälte (Polizeiruf 110: Der verlorene Sohn; Stubbe – Von Fall zu Fall: In dieser Nacht; Donna Leon – Lasset die Kinder zu mir kommen).
Peter Benedict ist verheiratet und lebt in Frankreich und Berlin.

## Filmografie (Auswahl)
- 1999: Ende des Frühlings (Buch & Regie; als Christian Riss)
- 2002: Der Felsen
- 2003: Der alte Affe Angst
- 2006: Das Duo: Der Liebhaber (Fernsehreihe)
- 2004: SK Kölsch (Fernsehserie, Folge Das Schweigen der Männer)
- 2004–2018: SOKO Wismar (Fernsehserie, verschiedene Rollen, 4 Folgen)
- 2005: Bettgeflüster & Babyglück (Fernsehfilm)
- 2005: Die Leibwächterin (Fernsehfilm)
- 2005: Die Luftbrücke – Nur der Himmel war frei (Fernsehzweiteiler)
- 2005: Tatort: Ein Glücksgefühl (Fernsehreihe)
- 2005–2015: Alarm für Cobra 11 (Fernsehserie, verschiedene Rollen, 3 Folgen)
- 2005: Der Elefant – Mord verjährt nie (Fernsehserie, Folge Der Duft der Angst)
- 2006: Fay Grim
- 2006: Blackout – Die Erinnerung ist tödlich (Fernsehserie, 2 Folgen)
- 2006: Das Duo: Man lebt nur zweimal
- 2006–2018: SOKO Leipzig (Fernsehserie, verschiedene Rollen, 4 Folgen)
- 2007: Yella
- 2007: Polizeiruf 110: Dunkler Sommer (Fernsehreihe)
- 2007: Tatort: Investigativ
- 2007: Der Dicke (Fernsehserie, Episode Tisch und Bett)
- 2007: Tatort: Strahlende Zukunft
- 2007: Tarragona – Ein Paradies in Flammen (Fernsehfilm)
- 2007: Der Untergang der Lusitania (Lusitania: Murder on the Atlantic, Fernsehfilm)
- 2008: Unschuldig (Fernsehserie, 6 Folgen)
- 2008: Die Bienen – Tödliche Bedrohung (Fernsehfilm)
- 2008: Wilsberg: Das Jubiläum (Fernsehreihe)
- 2008: Wir sind das Volk – Liebe kennt keine Grenzen (Fernsehfilm)
- 2008: Die Heilerin 2 (Fernsehfilm)
- 2008: Tatort: In eigener Sache
- 2008: Mord mit Aussicht (Fernsehserie, Folge Marienfeuer)
- 2008, 2010: Küstenwache (Fernsehserie, verschiedene Rollen, 2 Folgen)
- 2009: Vulkan (Fernsehfilm)
- 2009: Die Rosenheim-Cops (Fernsehserie, Folge Tödliche Gier)
- 2009: Flemming (Fernsehserie, Folge Glanz in deinen Augen)
- 2009, 2017: Notruf Hafenkante (Fernsehserie, verschiedene Rollen, 2 Folgen)
- 2010: Tod einer Schülerin (Fernsehfilm)
- 2010: Donna Leon – Lasset die Kinder zu mir kommen (Fernsehreihe)
- 2010: Das Duo: Mordbier
- 2010: KDD - Kriminaldauerdienst (1 Folge)
- 2010: SOKO Stuttgart (Fernsehserie, Folge Sternstunden)
- 2010–2018: SOKO Köln (Fernsehserie, verschiedene Rollen, 3 Folgen)
- 2010–2019: SOKO Donau/SOKO Wien (Fernsehserie, verschiedene Rollen, 3 Folgen)
- 2011: Der letzte Bulle (Fernsehserie, Folge Ich weiß von nichts)
- 2011: Bloch: Inschallah (Fernsehreihe)
- 2011: Der Chinese (Fernsehfilm)
- 2011: Rosa Roth – Bin ich tot? (Fernsehreihe)
- 2011: Gefährten (War Horse)
- 2011: Wer wenn nicht wir
- 2011: Tatort: Nasse Sachen
- 2012: Stubbe – Von Fall zu Fall: In dieser Nacht (Fernsehreihe)
- 2012: Barbara
- 2012: Letzte Spur Berlin (Fernsehserie, Folge Verhängnis)
- 2012: Polizeiruf 110: Die Gurkenkönigin
- 2012, 2016: Der Kriminalist (Fernsehserie, verschiedene Rollen, 2 Folgen)
- 2013, 2016: Ein Fall für zwei (Fernsehserie, verschiedene Rollen, 2 Folgen)
- 2013: Du bist dran (Fernsehfilm)
- 2013: Polizeiruf 110: Der verlorene Sohn
- 2013: Tatort: Die Wahrheit stirbt zuerst
- 2013–2021: Kommissarin Heller (Fernsehreihe) → siehe Episodenliste
- 2013: Herzensbrecher – Vater von vier Söhnen (Fernsehserie, Folge Der Taufschein)
- 2014: Ausgelöscht – Ascension Day
- 2014: Der Lehrer (Fernsehserie, Folge Wieder so ein fieser Vollmer-Trick)
- 2014: Heldt (Fernsehserie, Folge Letzte Runde)
- 2014: 1864 – Liebe und Verrat in Zeiten des Krieges (1864, Fernsehserie, 2 Folgen)
- 2014: Tatort: Der Fall Reinhardt
- 2014: Zwei mitten im Leben (Fernsehfilm)
- 2015: In aller Freundschaft – Die jungen Ärzte (Fernsehserie, Folge Nächstenliebe)
- 2015: Wer Wind sät – Ein Taunuskrimi (Fernsehreihe)
- 2015: Sense8 (Fernsehserie, Folge Gas geben und die Zukunft ändert sich)
- 2015: Tatort: Die Sonne stirbt wie ein Tier
- 2015: Tatort: Niedere Instinkte
- 2015: Tatort: Roomservice
- 2015: Tatort: Hinter dem Spiegel
- 2015: Tag der Wahrheit (Fernsehfilm)
- 2016: Tatort: Durchgedreht
- 2016: A Cure for Wellness
- 2016: Keine Ehe ohne Pause
- 2017: Morden im Norden (Fernsehserie, Folge Tödliches Vertrauen)
- 2017: Eva über Bord (Fernsehfilm)
- 2017: Der junge Karl Marx (Le jeune Karl Marx)
- 2017–2020: Dark (Fernsehserie, 17 Folgen)
- seit 2018: Jenny – echt gerecht (Fernsehserie)
- 2018: Unter anderen Umständen: Das Geheimnis der Schwestern (Fernsehreihe)
- 2018: Der Mordanschlag (Fernsehzweiteiler)
- 2020: Nord Nord Mord: Sievers und die schlaflosen Nächte (Fernsehreihe)
- seit 2020: Ein Tisch in der Provence (Fernsehreihe)
  - 2020: Ärztin wider Willen
  - 2020: Hoffnung auf Heilung
  - 2021: Zwei Ärzte im Aufbruch
  - 2021: Unverhoffte Töchter
- 2021: SOKO Potsdam (Fernsehserie, Folge Tod in der Havel)
- 2021: Nahschuss
- 2024: Herrhausen – Der Herr des Geldes
- 2024: Der Kommissar und der See – In besseren Kreisen (Fernsehreihe)
- 2025: Rosamunde Pilcher – Jahrestag (Fernsehreihe)